# هانس فيلبينغر
هانز كارل فيلبينغر (بالألمانية: Hans Karl Filbinger) (15 أيلول 1913 - 1 نيسان 2007) كان سياسيًا ألمانيًا محافظًا وعضوًا بارزًا في الاتحاد الديمقراطي المسيحي في الستينيات والسبعينيات، حيث خدم كأول رئيس للحزب في ولاية بادن-فورتمبيرغ ونائب رئيس الحزب في كل ألمانيا. كان رئيسًا للوزراء في ولاية بادن-فورتمبيرغ من 1966 إلى 1978 وترأس أيضًا البوندسرات في 1973/1974. أسس مؤسسة الفكر المحافظ Studienzentrum Weikersheim، التي ترأسها حتى عام 1997.
اضطر فيلبينغر إلى الاستقالة من منصبه كرئيس للوزراء ورئيس الحزب بعد ادعاءات حول دوره كمحام للبحرية وقاضي في الحرب العالمية الثانية. في حين أن حزب الاتحاد الديمقراطي المسيحي في ولاية بادن-فورتمبيرغ انتخبه كرئيس فخري له - وهو المنصب الذي شغله حتى وفاته - وظل شخصية مثيرة للجدل.

## روابط خارجية
- هانس فيلبينغر على موقع IMDb (الإنجليزية)
- هانس فيلبينغر على موقع مونزينجر (الألمانية)
- هانس فيلبينغر على موقع ميوزك برينز (الإنجليزية)
- هانس فيلبينغر على موقع إن إن دي بي (الإنجليزية)
- هانس فيلبينغر على موقع ديسكوغز (الإنجليزية)
- هانس فيلبينغر على موقع كينوبويسك (الروسية)

- الصفحة الشخصية هانز فيلبينغر.
- غيلسن، غونتر (2003): Der Fall Filbinger. الرأي السياسي 408: 67-74.
- نوت، هارالد (2004): Hans Filbinger und seine selbstgerechten Richter.
- فيته، فولفرام (2003): Zusammenfassung des "Falls Filbinger".

| المناصب السياسية        | المناصب السياسية                          | المناصب السياسية |
| ----------------------- | ----------------------------------------- | ---------------- |
| سبقه كورت غيورغ كيزينغر | رئيس وزراء ولاية بادن-فورتمبيرغ 1966–1978 | تبعه لوتر شبيت   |